# Goodbye (메리 홉킨의 노래)
〈Goodbye〉는 폴 매카트니가 작곡하고(레논-매카트니 크레디트) 메리 홉킨이 부른 노래다. 1969년 3월 28일 발표되었으며 영국 싱글 차트 2위까지 도달했고, 정상을 차지하고 있던 비틀즈의 싱글 〈Get Back〉에 밀려나 있었다. 1969년 4월 7일 미국에서 발매되었고 싱글 차트 13위까지 도달했다. 네덜란드에서는 1위를 차지했다.

## 배경
노래는 메리 홉킨의 첫 싱글 〈Those Were the Days〉의 성공에 잇따른 작품이다. 폴 매카트니가 프로듀싱하고 새로이 창설된 애플 레코드가 처음 발매한 음반 중 하나인 그 노래는 홉킨의 데뷔 정규음반 《Postcard》의 하이라이트로 간주된다. 그 이듬해 매카트니는 홉킨스의 유명세를 활용하기 위해 아주 빠르게 곡을 지었는데, 이 곡에 대해서는 거의 기억을 못하고 있었다. 그러나 오크니 섬의 한 보트 선장이 자기가 제일 좋아하는 곡이라고 말하며 감사를 표했고, 이에 기억을 되살릴 수 있었다. "선원의 관점으로 생각해 보면, 굉장히 항구를 떠나는 느낌의 곡"이었다는 것이 감사의 이유였다. 올뮤직의 평론가 리치 언터베르거는 곡을 "재기발랄하고 캐치한 오락거리다. 음색에서는 유럽풍 포크 사랑 발라드가 묻어나오고, 여ㅀㄴㅇㅀㄹㄴㅇㄹㄴ기 빠른 뮤직홀이 첨가된 듯 하다."고 평했다.

## 녹음
홉킨이 노래를 익힐 수 있도록 매카트니는 런던 캐번디시 7번지 자택에서 솔로 데모를 녹음했는데, 이때가 1969년 2월경이다. 편곡을 담당한 리처드 휴슨은 〈Those Were the Days〉를 오케스트라 편곡한 바 있었고, 싱글 뒷면의 〈Sparrow〉와 함께 매카트리 주도로 윌즈덴 소재 모건 스튜디오에서 1969년 3월 1일 프로듀싱했다. 홉킨스의 목소리와 잘 맞도록 조성을 다장조에서 마장조로 올렸다. 애플의 첫 공식 더블 A 싱글이자 처음 제대로 된 커버 표지를 사용한 음반이다. 녹음에서 홉킨은 통기타를 연주하며 노래를 하고, 매카트니는 베이스 기타 연주 및 무릎 두드리기와 드럼 연주를 했다. 백 보컬, 호른, 현악은 휴슨이 편곡한 것으로써 오버더빙으로 입힌 것이다. 애플 소속 토니 브램웰이 세션을 촬영했다. 영상에서 홉킨은 스튜디오에서 노래 부르는 척을 하고 그와 통제실에서 녹음을 듣는 매카트니가 함께 찍은 장면이 삽입되어 있다.
뒷면 〈Sparrow〉는 베니 갤러거와 그래험 라일리가 작곡한 것으로, 애플 퍼블리싱과 계약을 맺은 작곡 듀오다. 이 곡의 녹음은 1969년 3월 2일 열렸다. 홉킨이 노래와 기타 연주를 하고, 매카트니가 마라카스 연주를 추가, 세션 음악가가 업라이트 베이스 연주를 하고 휴슨이 합창 파트를 편곡했다. 메리 홉킨은 여기서 후일 신랑이 되는 녹음 프로듀서 토니 비스콘티와 대면한다. 비스콘티는 노래의 외국어 버전을 제작 중이었다. 1971년 발매, 1979년 재발매된 컴필레이션 음반 《The Songs Lennon and McCartney Gave Away》에서 미수록된 두 개의 히트곡 중 하나다.

## 폴 매카트니의 녹음본
비틀즈 또는 폴 매카트니 버전으로 공식 발매된 것은 없지만, 메리 홉킨을 위해 녹음한 매카트니의 데모 버전이 부틀렉 음반으로 나돌았다. 국제 온라인 잡지 팝 매터스는 매카트니의 데모와 그의 버전이 홉킨의 버전보다 낫다는 평가를 함께 게재했다.

## 차트 성적
| 차트 (1969)                  | 최고 순위 |
| ---------------------------- | --------- |
| 벨기에 싱글 차트             | 7         |
| 캐나다 RPM 톱 싱글           | 15        |
| 캐나다 RPM 어덜트 컨템포러리 | 3         |
| 덴마크 싱글 차트             | 3         |
| 덴마크 싱글 톱 100           | 1         |
| 핀란드 싱글 차트             | 4         |
| 프랑스 SNEP 차트             | 9         |
| 이스라엘 싱글 차트           | 5         |
| 노르웨이 싱글 차트           | 3         |
| 폴란드 싱글 차트             | 4         |
| 스웨덴 싱글 차트             | 4         |
| 영국 싱글 차트               | 2         |
| 마국 빌보드 핫 100           | 13        |
| 미국 빌보드 이지 리스닝      | 6         |

| 차트 (1969)                    | 순위 |
| ------------------------------ | ---- |
| 미국 (조엘 위트번의 팝 애뉴얼) | 117  |
| 미국 빌보드 어덜트 컨템포러리  | 41   |